# Tetrarchia di Diocleziano

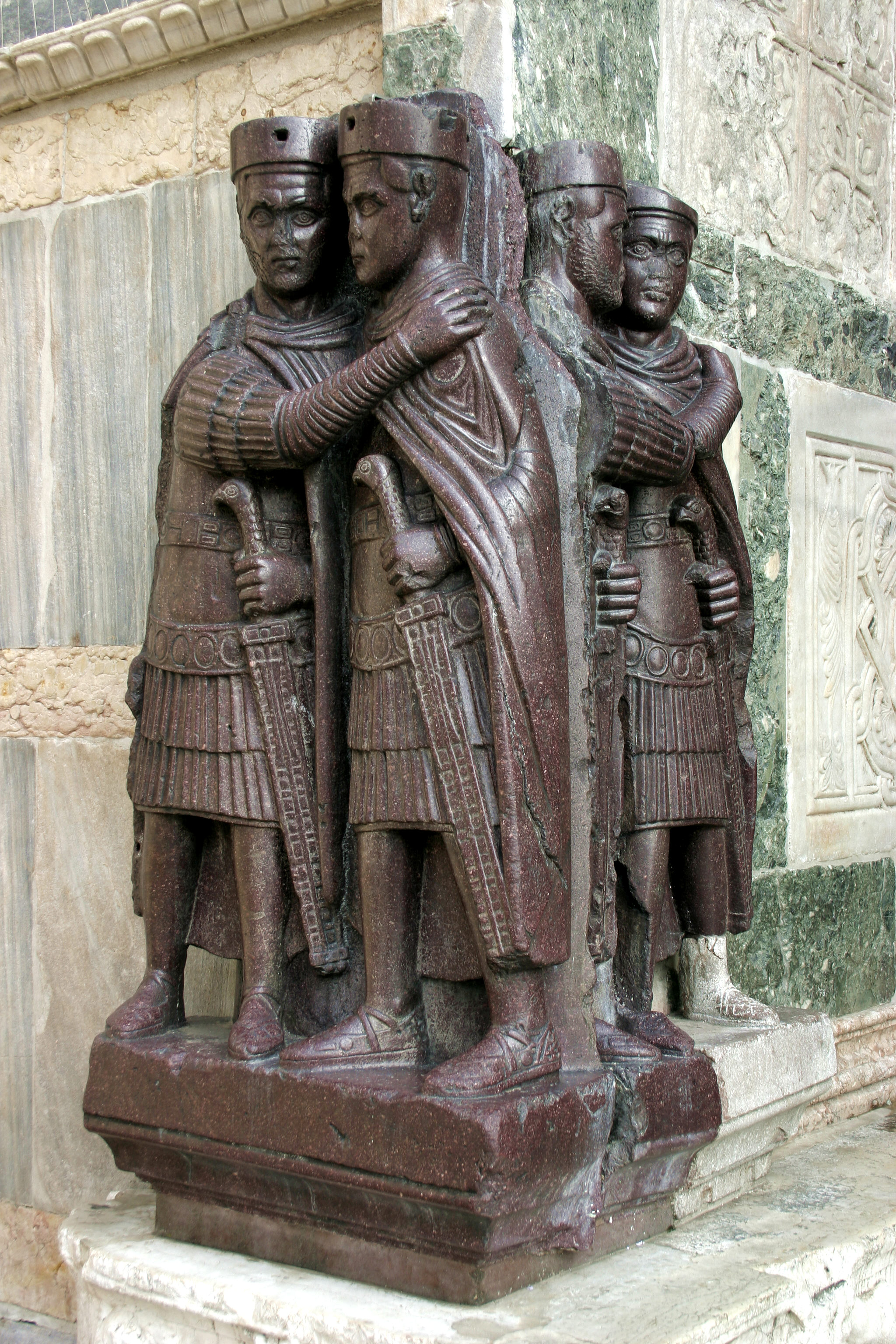
Gruppo dei tetrarchi (scultura coeva di porfido, oggi alla Basilica di San Marco a Venezia)

La tetrarchia di Diocleziano fu il sistema di governo del tardo Impero romano tra il 293 e il 324, oltre che l'esempio storicamente più famoso di tetrarchia (sistema di governo a quattro).

## Storia

### Diarchia (285-293)
Con la morte dell'imperatore Numeriano nel novembre del 284 (a cui il padre Caro aveva affidato l'Oriente romano), ed il successivo rifiuto delle truppe orientali di riconoscere in Carino (primogenito di Caro) il naturale successore, fu elevato alla porpora imperiale un generale di nome Diocleziano.
La guerra civile che inevitabilmente ne scaturì vide in un primo momento la vittoria di Carino sulle armate pannoniche dell'usurpatore Giuliano, e in seguito la sconfitta delle sue armate e morte, a causa di una congiura dei suoi stessi generali, sul fiume Margus nei pressi dell'antica città e fortezza legionaria di Singidunum ad opera di Diocleziano (primavera del 285).
Ottenuto il potere, Diocleziano nominò nel novembre del 285 come suo vice, in qualità di cesare, un valente ufficiale di nome Marco Aurelio Valerio Massimiano, che pochi mesi più tardi, il 1º aprile del 286, elevò al rango di augusto (chiamato ora nobilissimus et frater), formando così una diarchia in cui i due imperatori si dividevano, su base geografica, il governo dell'impero e la responsabilità della difesa delle frontiere e della lotta contro eventuali usurpatori.
Diocleziano, che si considerava sotto la protezione di Giove (Iovius), manteneva la supremazia rispetto a Massimiano, che era sotto la protezione "semplicemente" di Ercole (Herculius, figlio di Giove). Tale sistema, concepito da un soldato come Diocleziano, non poteva che essere estremamente gerarchizzato.

### Tetrarchia: dueAugustie dueCesari(293-305)

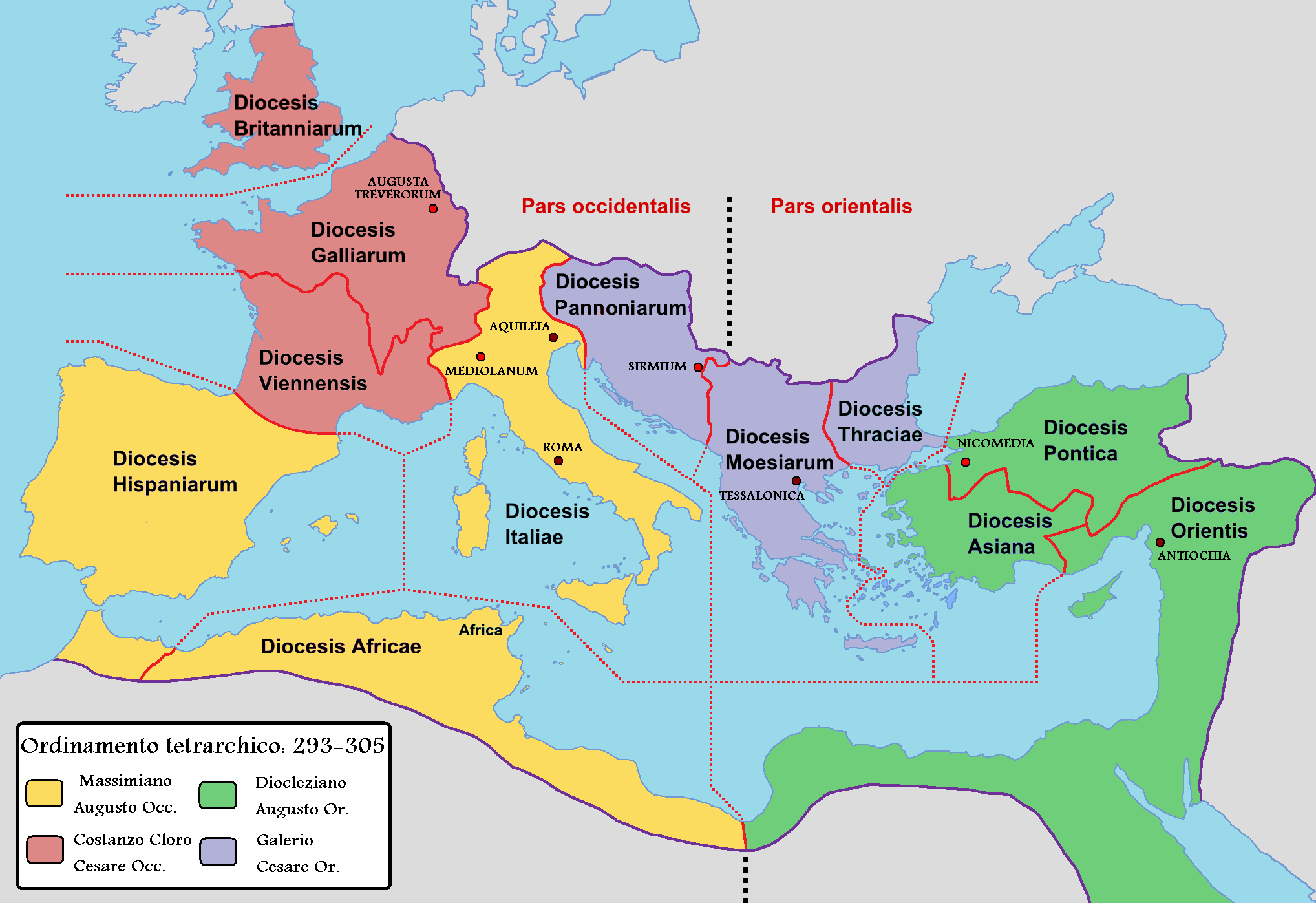
La "prima tetrarchia" (293-305): le 12 diocesi nella nuova suddivisione dell'Impero Romano

Data la crescente difficoltà a contenere le numerose rivolte all'interno dell'impero, nel 293 si procedette a un'ulteriore divisione funzionale e territoriale, al fine di facilitare le operazioni militari: Massimiano nominò a Mediolanum, come suo cesare per l'Occidente, Costanzo Cloro (1º marzo); mentre Diocleziano fece lo stesso con Galerio per l'Oriente, a Nicomedia (probabilmente a maggio). L'impero fu diviso in quattro vaste aree territoriali con un numero crescente di sedi imperiali :
- Diocleziano controllava le province orientali e l'Egitto (capitale: Nicomedia, per un certo periodo insieme ad Antiochia)
- Galerio le province balcaniche (capitale: Sirmium, più tardi insieme a Serdica, Felix Romuliana e Tessalonica)
- Massimiano governava su Italia, Africa settentrionale e Hispania (capitale: Roma, poi Mediolanum, insieme ad Aquileia)
- Costanzo Cloro ebbe in affidamento la Gallia e la Britannia (capitale: Augusta Treverorum)

Questa divisione per aree geografiche indusse Diocleziano ad autorizzare la creazione di numerose zecche imperiali decentrate che, insieme alle tradizionali di Roma e Lugdunum, dovevano battere moneta in modo uniforme, per la sicurezza economica di tutte le quattro parti dell'Impero ed a supporto economico di tutte le principali armate che si concentravano lungo i confini imperiali.
Il sistema si rivelò efficace per la stabilità dell'impero e rese possibile agli augusti di celebrare i vicennalia, ossia i vent'anni di regno, come non era più successo dai tempi di Antonino Pio. Tutto il territorio venne ridisegnato dal punto di vista amministrativo, abolendo le province augustee con la relativa divisione in "imperiali" e "senatoriali". Vennero create dodici circoscrizioni amministrative (le "diocesi", tre per ognuno dei tetrarchi), rette da vicarii e a loro volta suddivise in 101 province. Restava da mettere alla prova il meccanismo della successione.

#### Tetrarchi e legami familiari
| Tetrarca       | Legami familiari | Matrimoni e figli |
| -------------- | --- | --- |
| Diocleziano    | suocero e padre adottivo di Galerio                                                                                    | Dal matrimonio fra Diocleziano e Prisca: - Valeria Galeria, seconda moglie di Galerio |
| Massimiano     | suocero di Costantino I                                                                                                | Dal matrimonio fra Massimiano e Eutropia: - Teodora, moglie di Costanzo Cloro (figlia di Eutropia da un precedente matrimonio con Afranio Annibaliano) - Fausta, moglie di Costantino I - Massenzio (genero di Galerio, fratello adottivo di Costanzo Cloro, cognato di Costantino I)                                                                              |
| Galerio        | genero e figlio adottivo di Diocleziano, zio di Massimino Daia, suocero di Massenzio                                   | Dal matrimonio fra Galerio e una donna non nota: - Valeria Massimilla, moglie di Massenzio Dal matrimonio fra Galerio e Valeria Galeria: - Candidiano |
| Costanzo Cloro | suocero di Licinio, figlio adottivo di Massimiano, fratello adottivo di Massenzio (oltre che marito della sorellastra) | Dal matrimonio fra Costanzo e Flavia Giulia Elena: - Costantino I (genero di Massimiano, cognato di Massenzio) Dal matrimonio fra Costanzo e Flavia Massimiana Teodora: - Flavio Dalmazio; - Giulio Costanzo, padre dell'imperatore Giuliano; - Annibaliano - Anastasia; - Flavia Giulia Costanza, moglie dell'imperatore Licinio; - Eutropia, madre di Nepoziano. |
| Massimino Daia | nipote di Galerio | Nessuno |
| Licinio        | genero di Costanzo Cloro, marito della sorellastra di Costantino                                                       | Da Flavia Giulia Costanza: - Valerio Liciniano Licinio |

#### La divisione territoriale e amministrativa
L'impero ormai diviso in quattro parti, tra due Augusti e due Cesari, a sua volta era diviso in 12 diocesi. Ognuna di queste diocesi era governata da un pretore vicario o semplicemente vicario (vicarius), sottoposto al prefetto del pretorio (alcune diocesi, peraltro, potevano essere governate direttamente dal prefetto del pretorio). Il vicario controllava i governatori delle province (variamente denominati: proconsules, consulares, correctores, praesides) e giudicava in appello le cause già decise in primo grado dai medesimi (le parti potevano scegliere se appellarsi al vicario o al prefetto del pretorio). I vicari non avevano poteri militari, infatti le truppe stanziate nella diocesi erano sotto il comando di un comes rei militaris, che dipendeva direttamente dal magister militum e aveva alle sue dipendenze i duces ai quali era affidato il comando militare nelle singole province. Qui sotto, la prima riorganizzazione voluta da Diocleziano con la tetrarchia, divisa in 12 diocesi, di cui 6 in Occidente e 6 in Oriente.
| Tetrarchi                                                       | Diocesi                 | Province (durante la Tetrarchia di Diocleziano) |
| --------------------------------------------------------------- | ----------------------- | --- |
| Occidente                                                       |                         | |
| Augusto d'Occidente (Massimiano) capitale Mediolanum e Aquileia | Diocesi Italiciana      | Campania, Apulia et Calabria, Lucania et Bruttii, Flaminia et Picenum, Tuscia et Umbria, Aemilia et Liguria, Venetia et Histria, Sicilia, Sardegna, Corsica, Alpes Cottiae, Raetia.                           |
| Augusto d'Occidente (Massimiano) capitale Mediolanum e Aquileia | Diocesi d'Africa        | Africa proconsulare zeugitana, Byzacena, Mauretania Sitifensis, Mauretania Caesariensis, Numidia miliziana, Numidia cirtense, Tripolitania.                                                                   |
| Augusto d'Occidente (Massimiano) capitale Mediolanum e Aquileia | Diocesi delle Spagne    | Betica, Cartaginense, Tarraconense, Galizia, Lusitania, Mauretania Tingitana. |
| Cesare d'Occidente (Costanzo Cloro) capitale Augusta Treverorum | Diocesi delle Britannie | Maxima Caesariensis, Britannia I, Britannia II, Flavia Caesariensis. |
| Cesare d'Occidente (Costanzo Cloro) capitale Augusta Treverorum | Diocesi delle Gallie    | Lugdunensis I, Lugdunensis II, Belgica I, Belgica II, Germania I, Germania II, Alpes Poeninae et Graiae, Sequania.                                                                                            |
| Cesare d'Occidente (Costanzo Cloro) capitale Augusta Treverorum | Diocesi di Vienne       | Viennense, Alpes Maritimae, Aquitanica I, Aquitanica II, Novempopulana, Narbonensis I, Narbonensis II. |
| Oriente                                                         |                         | |
| Augusto d'Oriente (Diocleziano) capitale Nicomedia              | Diocesi Pontica         | Bitinia, Galatia, Paflagonia, Cappadocia, Diospontus, Pontus Polemoniacus, Armenia Minor |
| Augusto d'Oriente (Diocleziano) capitale Nicomedia              | Diocesi Asiana          | Hellespontus, Asia, Caria, Panfilia, Licia, Lidia, Pisidia, Phrygia I, Phrygia I, Insulae. |
| Augusto d'Oriente (Diocleziano) capitale Nicomedia              | Diocesi d'Oriente       | Isauria, Cilicia, Cipro, Augusta Euphratensis, Siria Coele, Osroene, Mesopotamia, Fenicia, Augusta libanese, Palestina, Arabia, Aegyptus Herculia, Aegyptus Iovia, Tebaide, Libia superiore, Libia inferiore. |
| Cesare d'Oriente (Galerio) capitale Sirmio                      | Diocesi delle Pannonie  | Noricum ripariense, Noricum mediterraneo, Dalmazia, Pannonia superiore, Pannonia inferiore, Savense, Valeria.                                                                                                 |
| Cesare d'Oriente (Galerio) capitale Sirmio                      | Diocesi delle Mesie     | Moesia Superior Margensis, Praevalitana, Dardania, Dacia, Epirus vetus, Epirus nova, Macedonia, Thessalia, Acaia, Creta.                                                                                      |
| Cesare d'Oriente (Galerio) capitale Sirmio                      | Diocesi della Tracia    | Europa, Tracia, Haemimontus, Rodope, Mesia Inferiore, Scythia. |

### Disfacimento della tetrarchia (306-324)
Il 1º maggio del 305 Diocleziano e Massimiano abdicarono: i loro due cesari diventarono augusti, Galerio per l'oriente e Costanzo Cloro per l'occidente, e provvidero a nominare a loro volta i propri successori designati: Galerio scelse Massimino Daia e Costanzo Cloro scelse Flavio Valerio Severo.
L'anno seguente tuttavia, con la morte di Costanzo Cloro (306), il sistema andò in crisi: il figlio illegittimo dell'imperatore defunto, Costantino, venne proclamato augusto dalle truppe al posto del legittimo erede, Severo, e qualche mese dopo i pretoriani a Roma proclamarono imperatore Massenzio, figlio del vecchio augusto Massimiano Erculio, ripristinando il principio dinastico.
Nel 308 Diocleziano e Massimiano Erculio, in lotta con il figlio, si riunirono a Carnunto per cercare di riportare l'ordine: essendo stato eliminato l'anno prima Severo, per l'oriente restarono rispettivamente augusto e cesare Galerio e Massimino Daia, mentre per l'occidente fu nominato un nuovo augusto, Licinio, indicando come cesare il ribelle Costantino.
Né Costantino, né Massimino Daia accettarono la posizione subordinata che veniva loro offerta e si considerarono entrambi augusti. Si ebbero dunque quattro augusti, Galerio e Massimino Daia in oriente, Licinio in Illirico e Costantino in Gallia e Spagna, mentre Massenzio restava, come usurpatore, in Italia e Africa.
Nel 311 con la morte di Galerio, Massimino Daia si impadronì di tutto l'oriente e i tre augusti rimasti (ufficialmente elencati nell'ordine di anzianità al potere: Massimino, Costantino e Licinio) si coalizzarono contro Massenzio, che Costantino sconfisse nella battaglia di Ponte Milvio, presso Roma, il 28 ottobre del 312. Nel 313 moriva Massimino Daia e restavano solo due augusti: Costantino per l'occidente e Licinio per l'oriente. Dopo un primo conflitto nel 314, in seguito al quale l'Illirico passò a Costantino, Licinio venne definitivamente sconfitto nel 324 e Costantino rimase unico signore di tutto l'impero: la tetrarchia era definitivamente finita.

## Cronologia

### Cronologia dettagliata
| Diarchia 1º Aprile 286 – 1º Marzo 293 | Diarchia 1º Aprile 286 – 1º Marzo 293 |
| Occidente                             | Oriente                               |
| ------------------------------------- | ------------------------------------- |
| augustus Massimiano (250-310)         | augustus Diocleziano (244-311)        |
| Usurpatori                            |                                       |
| Carausio (286-293) Britannia          |                                       |

| Prima Tetrarchia 1º Marzo 293 - 1º Maggio 305           | Prima Tetrarchia 1º Marzo 293 - 1º Maggio 305                   |
| Diocesi di Spagna, Italia e Africa                      | Diocesi di Oriente, Asia e Ponto                                |
| ------------------------------------------------------- | --------------------------------------------------------------- |
| augustus Massimiano (250-310)                           | augustus Diocleziano (244-311)                                  |
| Diocesi di Gallia, Vienne e Britannia                   | Diocesi di Pannonia, Mesia e Tracia                             |
| caesar Costanzo Cloro (250-306)                         | caesar Galerio (250-311)                                        |
| Usurpatori                                              |                                                                 |
| Carausio (286-293) BritanniaAlletto (293-296) Britannia | Domizio Domiziano (297) EgittoAurelio Achilleo (297-298) Egitto |

| Seconda Tetrarchia 1º Maggio 305 – 25 Luglio 306 | Seconda Tetrarchia 1º Maggio 305 – 25 Luglio 306 |
| Diocesi di Gallia, Vienne, Spagna e Britannia    | Diocesi di Pannonia, Mesia, Tracia, Ponto e Asia |
| ------------------------------------------------ | ------------------------------------------------ |
| augustus Costanzo Cloro (250-306)                | augustus Galerio (250-311)                       |
| Diocesi di Italia e Africa                       | Diocesi d'Oriente                                |
| caesar Flavio Severo (?-307)                     | caesar Massimino Daia (270-313)                  |

| Terza Tetrarchia 25 Luglio 306 – 16 Agosto 307                                                                        | Terza Tetrarchia 25 Luglio 306 – 16 Agosto 307    |
| Diocesi di Italia, Africa, Spagna e Pannonia                                                                          | Diocesi di Mesia, Macedonia, Tracia, Ponto e Asia |
| --- | ------------------------------------------------- |
| augustus Flavio Severo (?-307)                                                                                        | augustus Galerio (250-311)                        |
| Diocesi di Britannia, Vienne e Gallia                                                                                 | Diocesi d'Oriente                                 |
| caesar Costantino I (272-337)                                                                                         | caesar Massimino Daia (270-313)                   |
| Usurpatori |                                                   |
| augustus Massenzio (306-312) inizialmente a Roma, poi in Italia e Africaaugustus Massimiano (306-309) Italia e Africa |                                                   |

| Quarta Tetrarchia 16 Agosto 307 – Maggio 311 | Quarta Tetrarchia 16 Agosto 307 – Maggio 311      |
| Diocesi di Gallia, Vienne, Spagna e Britannia | Diocesi di Mesia, Macedonia, Tracia, Ponto e Asia |
| --- | ------------------------------------------------- |
| augustus Costantino I (272-337) | augustus Galerio (250-311)                        |
| Diocesi di Pannonia | Diocesi d'Oriente                                 |
| augustus Licinio (250-325) | augustus Massimino Daia (270-313)                 |
| Diocesi d'Italia e Africa |                                                   |
| augustus Massenzio (306-312)augustus Massimiano (306-309) Dopo essere entrato in contrasto con suo figlio si rifugiò ad Arles sotto la protezione di Costantino. Successivamente, ribellatosi a Costantino, fu costretto a suicidarsi nel 310 |                                                   |
| Usurpatori |                                                   |
| Domizio Alessandro (309-311) in Africa contro Massenzio |                                                   |

| Quinta Tetrarchia Maggio 311 – Agosto 313                                                                    | Quinta Tetrarchia Maggio 311 – Agosto 313                                                                           |
| Diocesi di Gallia, Vienne, Spagna, Britannia (dopo la sconfitta di Massenzio nel 312 anche: Italia e Africa) | Diocesi di Pannonia, Mesia, Macedonia e Tracia (dopo la scomparsa di Massimino Daia anche: Asia, Ponto e d'Oriente) |
| --- | --- |
| augustus Costantino I (272-337)                                                                              | augustus Licinio (250-325)                                                                                          |
| Diocesi d'Italia e Africa                                                                                    | Diocesi d'Asia, Ponto e d'Oriente                                                                                   |
| augustus Massenzio (306-312)                                                                                 | augustus Massimino Daia (270-313)                                                                                   |

| Sesta ed ultima Tetrarchia Agosto 313 – 18 Settembre 324                                                                                              | Sesta ed ultima Tetrarchia Agosto 313 – 18 Settembre 324 |
| Diocesi di Gallia, Vienne, Spagna, Britannia, Italia e Africa (dopo la sconfitta di Licinio anche: Pannonia, Mesia e Macedonia)                       | Diocesi di Pannonia, Mesia, Macedonia, Tracia, Asia, Ponto e d'Oriente |
| --- | --- |
| augustus Costantino I (272-337) | augustus Licinio (250-325) |
| Occidente | Oriente |
| caesar Crispo (305-326) nominato caesar da suo padre Costantino nel 317caesar Costantino II (317-337) nominato caesar da suo padre Costantino nel 317 | augustus Valerio Valente (?-317) co-imperatore con Licinio in Pannonia, elevato al rango di augustus da Licinio, ma in seguito fu da questi giustiziato caesar Licinio II (316-326) elevato al rango di caesar da suo padre Licinio nel 317augustus Martiniano (?-325) co-imperatore nominale con Licinio nel 324 |

### Cronologia schematica
| Anni                               | Oriente                                    | Oriente                                     | Oriente                                     | Occidente                                   | Occidente                                   | Occidente                      | Roma       |
| ---------------------------------- | ------------------------------------------ | ------------------------------------------- | ------------------------------------------- | ------------------------------------------- | ------------------------------------------- | ------------------------------ | ---------- |
| Anni                               | Usurpatori                                 | Cesari (293-310)                            | Augusti                                     | Augusti                                     | Cesari (293-310)                            | Usurpatori                     | Usurpatori |
| 285 (primavera-autunno)            |                                            | Diocleziano (Augusto) e Massimiano (Cesare) | Diocleziano (Augusto) e Massimiano (Cesare) | Diocleziano (Augusto) e Massimiano (Cesare) | Diocleziano (Augusto) e Massimiano (Cesare) |                                |            |
| da novembre 285 a marzo/maggio 293 | Diocleziano (Primus Augustus)              | Diocleziano (Primus Augustus)               | Massimiano                                  | Massimiano                                  | Carausio                                    |                                |            |
| dal 293 al 305                     | Galerio                                    | Diocleziano (Primus Augustus)               | Massimiano                                  | Costanzo Cloro                              | Alletto                                     |                                |            |
| dal 293 al 305                     | Galerio                                    | Diocleziano (Primus Augustus)               | Massimiano                                  | Costanzo Cloro                              | Domiziano                                   |                                |            |
| dal 293 al 305                     | Galerio                                    | Diocleziano (Primus Augustus)               | Massimiano                                  | Costanzo Cloro                              |                                             |                                |            |
| 305                                | Massimino Daia                             | Galerio                                     | Costanzo Cloro (Primus Augustus)            | Flavio Severo                               |                                             |                                |            |
| 306                                | Massimino Daia                             | Galerio                                     | Costanzo Cloro (Primus Augustus)            | Flavio Severo                               |                                             |                                |            |
| Galerio (Primus Augustus)          | Massimino Daia                             | Flavio Severo                               | Costantino I                                | Massenzio                                   |                                             |                                |            |
| Galerio (Primus Augustus)          | Massimino Daia                             | Flavio Severo                               | Costantino I                                | Massenzio                                   | 307                                         | Massimiano, Domizio Alessandro |            |
| Galerio (Primus Augustus)          | Massimino Daia                             |                                             | Costantino I                                | Massenzio                                   | 307                                         | Massimiano, Domizio Alessandro |            |
| 308                                | Massimino Daia                             |                                             | Costantino I                                | Massenzio                                   |                                             | Massimiano, Domizio Alessandro |            |
| Galerio (Primus Augustus)          | Massimino Daia                             | Licinio                                     | Costantino I                                | Massenzio                                   |                                             | Massimiano, Domizio Alessandro |            |
| Galerio (Primus Augustus)          | Massimino Daia                             | Licinio                                     | Costantino I                                | Massenzio                                   | 309                                         | Massimiano, Domizio Alessandro |            |
| Galerio (Primus Augustus)          | Massimino Daia                             | Licinio                                     | Costantino I                                | Massenzio                                   | 310                                         | Massimiano, Domizio Alessandro |            |
| 311                                | Galerio (Primus Augustus) e Massimino Daia | Licinio                                     | Licinio                                     | Massenzio                                   | Costantino I                                |                                |            |
| 312                                | Massimino Daia                             | Licinio                                     | Licinio                                     | Massenzio                                   | Costantino I (Primus Augustus)              |                                |            |
| 313                                | Massimino Daia                             | Licinio                                     | Licinio                                     |                                             | Costantino I (Primus Augustus)              |                                |            |
| dal 313 al 324                     | Licinio                                    | Licinio                                     | Licinio                                     |                                             | Costantino I (Primus Augustus)              |                                |            |
| dal 324 al 337                     | Costantino I (Unico imperatore romano)     | Costantino I (Unico imperatore romano)      | Costantino I (Unico imperatore romano)      | Costantino I (Unico imperatore romano)      |                                             |                                |            |